# Droga wojewódzka nr 836
Droga wojewódzka nr 836 (DW836; dawne oznaczenie: L-20) – droga wojewódzka klasy Z w województwie lubelskim, w powiecie lubelskim ziemskim i świdnickim. Łączy Bychawę (DW834) z węzłem drogowym "Piaski-Zachód" w Kębłowie na zachód od Piask (S12/S17) i drogą krajową nr 17 w Piaskach. W Piotrkowie na odległości 1,8 km biegnie razem z drogą wojewódzką nr 835. Długość trasy to 30,7 km. Właścicielem drogi jest Zarząd Dróg Wojewódzkich w Lublinie - Rejon DW Lublin z/s w Bychawie.
W Bychawie w ulicy Lubelskiej na odcinku 650 m droga jest 3-pasmowa (2 pasy w stronę Piotrkowa). Dalej na skrzyżowaniu za miastem jadąc na wprost przechodzi jako droga z pierwszeństwem przejazdu w drogę powiatową nr 2269L Bychawa - Lublin. DW836 skręca w prawo w stronę Piotrkowa i jest podporządkowana do wcześniej wymienionej drogi.
W czerwcu 2018 roku rozpoczęła się przebudowa odcinka od skrzyżowania z drogą wojewódzką 835 w Piotrkowie do Majdaniu Kozic Górnych. Remont zakłada poszerzenie jezdni, budowę chodnika w Piotrkowie Pierwszym oraz budowę ronda w Chmielu Drugim.
W Piotrkowie przy trasie znajduje się maszt ER Piotrków.

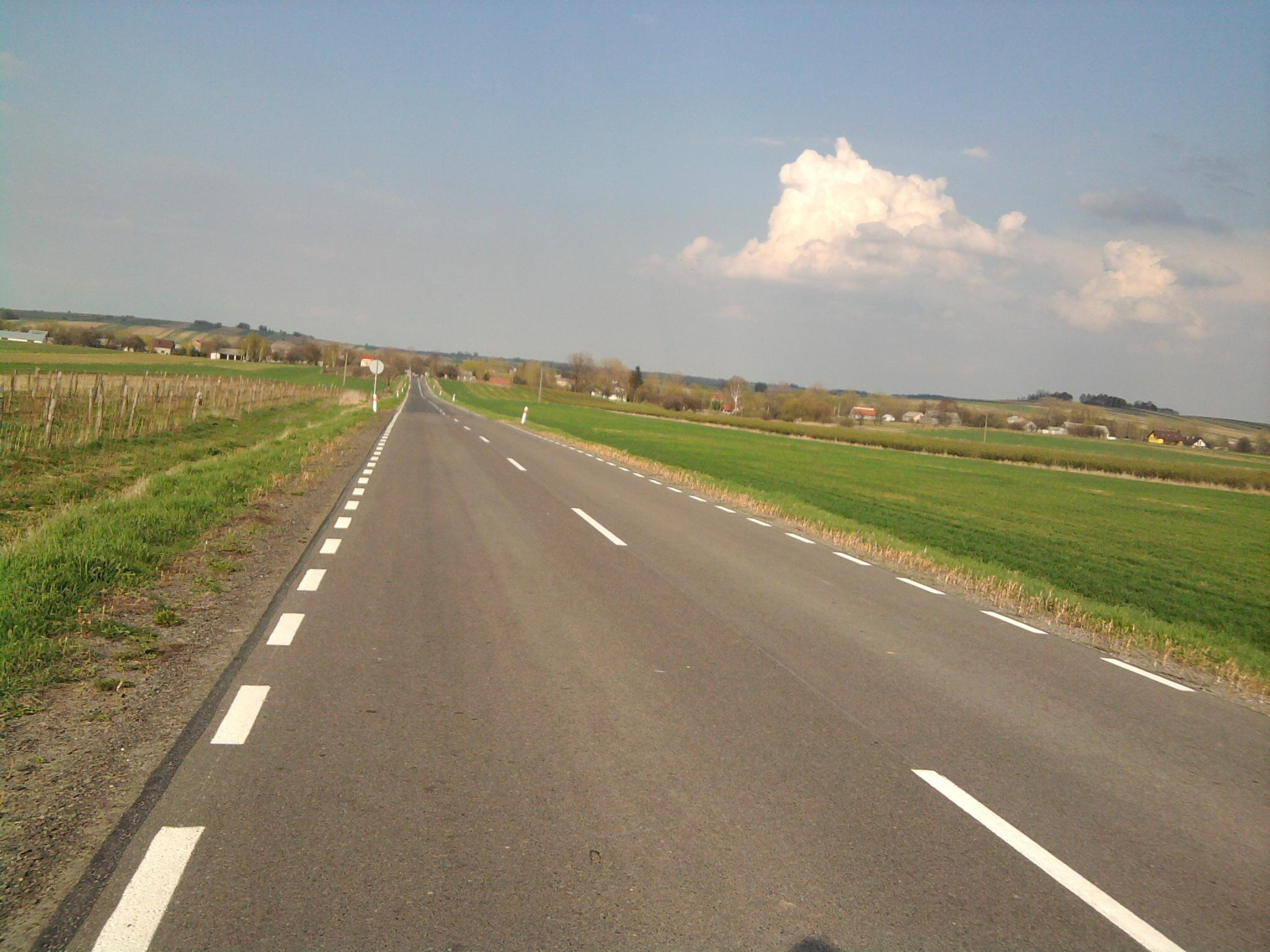
Droga po wyjeździe z Bychawy

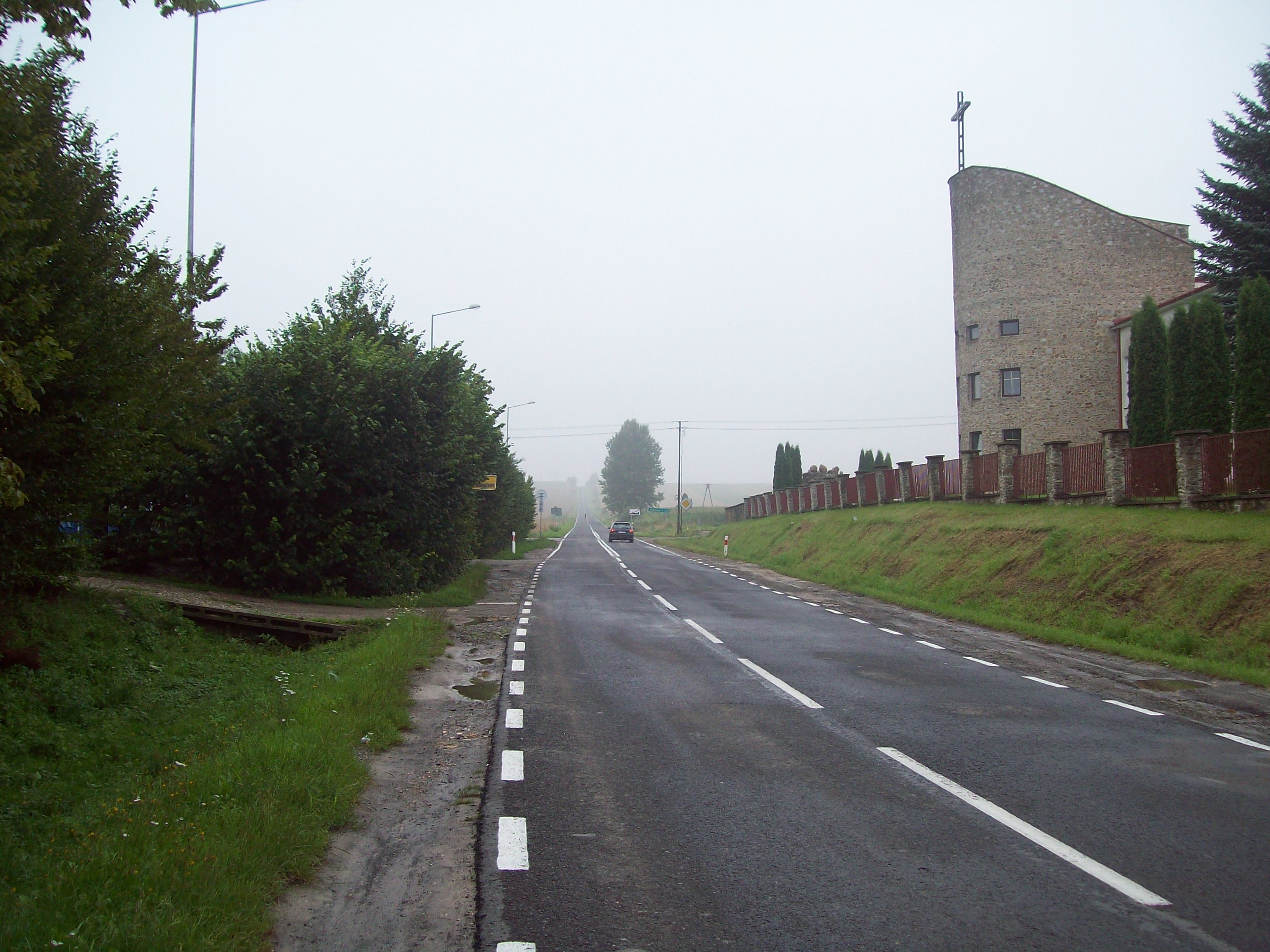
Droga w kierunku Piask w Piotrkowie

## Miejscowości leżące przy drodze wojewódzkiej nr 836
- Bychawa
- Zadębie
- Osowa
- Piotrków Drugi
- Piotrków Pierwszy
- Sachalin
- Chmiel Drugi
- Majdan Kozic Górnych
- Majdanek Kozicki
- Kozice Górne
- Kozice Dolne
- Wola Piasecka
- Kębłów
- Piaski